# AKSM-1M
AKSM-1M – tramwaj produkowany przez firmę Biełkommunmasz (Белкоммунмаш). Prototyp tramwaju wyprodukowano w roku 2000. AKSM-1M obsługuje linie tramwajowe w Mińsku.
Wyprodukowano 4 egzemplarze. Rozwinięciem tej konstrukcji jest AKSM-60102, dzisiaj stanowiący najliczniejszą grupę taboru komunikacji tramwajowej w Mińsku.